# Митрофанов, Дмитрий Юрьевич
Дми́трий Ю́рьевич Митрофа́нов (род. 8 ноября 1989, Чернигов) — украинский боксёр-профессионал, выступающий в первой средней, в средней и во второй средней весовых категориях. Мастер спорта Украины международного класса, выступал за сборную Украины (2008—2016), участник Олимпийских игр (2016), бронзовый призёр чемпионата Европы (2011), чемпион летней Универсиады (2013), двукратный чемпион национального первенства в любителях.
Среди профессионалов действующей чемпион Востока по версии WBO Oriental (2020—н.в.) в 1-м среднем весе.
Лучшая позиция по рейтингу BoxRec — 44-я (июнь 2022) и является 1-м среди украинских боксёров первой средней весовой категории — входя в ТОП-45 лучших боксёров супер-полусреднего веса всего мира.

## Биография
Дмитрий Митрофанов родился 8 ноября 1989 года в Чернигове. Когда ему было два месяца, умерла мать, а отец впоследствии ушёл в другую семью, поэтому мальчик жил с дедушкой и бабушкой. После смерти бабушки попал в школу-интернат, но во время учёбы в первом классе лишился и дедушки, оставшись таким образом полным сиротой. В детстве увлекался многими видами спорта: футболом, кикбоксингом, борьбой. Активно заниматься боксом начал в возрасте двенадцати лет, первое время проходил подготовку под руководством тренера Руслана Ахмедовича Саида, позже тренировался у таких специалистов как Андрей Корец и Вадим Казанин.

## Любительская карьера
Первого серьёзного успеха на взрослом уровне добился в 2008 году, когда стал чемпионом Украины в весовой категории до 69 кг. Участвовал в Кубке президента Тайваня, но сумел дойти здесь лишь до стадии четвертьфиналов. Два года спустя получил бронзовые медали на мемориальном турнире Николая Мангера в Херсоне и на Кубке Европы в Харькове, при этом в зачёте национального первенства был остановлен в четвертьфинале Тарасом Головащенко. Ещё через год стал чемпионом мемориального турнира Николая Мангера, поучаствовал в матчевой встрече со сборной Франции, взяв верх над французским боксёром Рашидом Хамани. Благодаря череде удачных выступлений удостоился права защищать честь страны на чемпионате Европы в Анкаре дошёл здесь до стадии полуфиналов, проиграв со счётом 11:26 россиянину Максиму Коптякову.
В 2012 году Митрофанов во второй раз выиграл чемпионат Украины, победив всех соперников в весовой категории до 75 кг. Будучи студентом, отправился представлять страну на летней Универсиаде 2013 года в Казани — уверенно прошёл всех оппонентов, в том числе сильного россиянина Артёма Чеботарёва в четвертьфинале, и завоевал тем самым награду золотого достоинства. За это выдающееся достижение награждён орденом «За заслуги» третьей степени. Также в этом сезоне побывал на чемпионате мира в Алма-Ате, но выступил здесь неудачно, уже в 1/8 финала потерпел поражение от англичанина Энтони Фоулера.
Среди достижений 2014 года — серебряная медаль на Кубке президента Казахстана.
В 2016 году прошёл квалификацию в лиге AIBA Pro Boxing (APB) и в августе участвовал в Олимпийских играх в Рио-де-Жанейро (Бразилия) в средней весовой категории (до 75 кг), но в первом же раунде соревнований уступил по очкам со счётом 0:3 опытному французу Кристиану М’Билли.

### Всемирная серия бокса
Когда в 2010 году начала функционировать Всемирная серия бокса, Митрофанов получил приглашение присоединиться к мексиканской команде «Мехико-Сити Геррерос». Там он провёл один сезон и выиграл три боя из четырёх.
К следующему сезону Украина создала собственную команду «Украинские атаманы», и Митрофанов сразу же стал одним из её членов. В сезоне 2012/13 использовался в семи матчевых встречах своей команды и выиграл шесть поединков, в сезоне 2013/14 продолжил выступать за «Атаманов», одержал победу в трёх боях из четырёх — единственное поражение потерпел в четвертьфинальной встрече с командой России в противостоянии с Артёмом Чеботарёвым.

### AIBA Pro Boxing
Был претендентом на титул чемпиона лиги AIBA Pro Boxing (APB) во втором среднем весе. В сентябре 2015 года Дмитрий Митрофанов провёл восьмираундовый бой со своим давним противником Артёмом Чеботарёвым за звание чемпиона новообразованной лиги профессионального бокса APB, но проиграл единогласным решением судей со счётом 74:78. И занимал 3-е место в мировом рейтинге APB второго среднего веса.

## Профессиональная карьера
Профессиональную боксёрскую карьеру Дмитрий Митрофанов начал 27 октября 2017 года победив техническим нокаутом опытного американского боксёра Брэндона Мэддокса (7-0, 5 КО).
18 декабря 2020 года в Киеве, в 11-м своём профессиональном бою, единогласным решением судей (счёт: 96-94, 99-92, 98-94) победил опытного британца Асинью Байфилда (14-3-1), и завоевал вакантный титул чемпиона Востока по версии WBO Oriental в 1-м среднем весе.

## Статистика профессиональных боёв
В таблице перечислены результаты всех поединков боксёров.
В каждой строке указан результат поединка. Дополнительно номер поединка обозначен цветом, который обозначает итог поединка. Расшифровка обозначений и цветов представлена в нижеследующей таблице.
| Пример | Расшифровка                     |
| ------ | ------------------------------- |
|        | Победа                          |
|        | Ничья                           |
|        | Поражение                       |
|        | Планируемый поединок            |
|        | Поединок признан несостоявшимся |
| КО     | Нокаут                          |
| ТКО    | Технический нокаут              |
| PTS    | Решение судей (по очкам)        |
| UD     | Единогласное решение судей      |
| MD     | Решение большинства судей       |
| SD     | Раздельное решение судей        |
| RTD    | Отказ от продолжения боя        |
| DQ     | Дисквалификация                 |
| NC     | Поединок признан несостоявшимся |

| 14 поединков, 13 побед (6 нокаутом), 1 ничья. | 14 поединков, 13 побед (6 нокаутом), 1 ничья. | 14 поединков, 13 побед (6 нокаутом), 1 ничья. | 14 поединков, 13 побед (6 нокаутом), 1 ничья. | 14 поединков, 13 побед (6 нокаутом), 1 ничья. | 14 поединков, 13 побед (6 нокаутом), 1 ничья. | 14 поединков, 13 побед (6 нокаутом), 1 ничья.                                                                                 |
| Бой                                           | Рекорд                                        | Дата боя                                      | Соперник                                      | Место проведения боя                          | Результат                                     | Дополнительно |
| --------------------------------------------- | --------------------------------------------- | --------------------------------------------- | --------------------------------------------- | --------------------------------------------- | --------------------------------------------- | --- |
| 14                                            | 13-0-1                                        | 15 апреля 2023                                | Хуан Карлос Родригез (18-4)                   | PGE Turow Arena Згожелец, Польша              | UD (6)                                        | Счёт: 60-54, 59-55, 60-54. Защитил титул чемпиона Востока по версии WBO Oriental (3-я защита Митрофанова) в 1-м среднем весе. |
| 13                                            | 12-0-1                                        | 18 декабря 2021                               | Берыкбай Нуримбетов (8-4-1)                   | Ледовый Дворец «Терминал», Бровары, Украина   | RTD 2 (8), 3:00                               | |
| 12                                            | 11-0-1                                        | 17 июля 2021                                  | Рилливан Айоделе Бабатунде (13-0)             | Equides Club, Лесники, Киев, Украина          | UD (10)                                       | Счёт: 99-90, 99-91, 98-92. Защитил титул чемпиона Востока по версии WBO Oriental (1-я защита Митрофанова) в 1-м среднем весе. |
| 11                                            | 10-0-1                                        | 18 декабря 2020                               | Асинья Байфилд (14-3-1)                       | AKKO International, Киев, Украина             | UD (10)                                       | Счёт: 99-92, 98-94, 96-94. Завоевал вакантный титул чемпиона Востока по версии WBO Oriental в 1-м среднем весе.               |
| 10                                            | 9-0-1                                         | 1 августа 2020                                | Анатолий Хунанян (9-5-1)                      | Equides Club, Лесники, Киев, Украина          | UD (6)                                        | Счёт: 60-54 (трижды). |
| 9                                             | 8-0-1                                         | 22 февраля 2020                               | Улугбек Собиров (10-0)                        | Ледовый Дворец «Терминал», Бровары, Украина   | UD (8)                                        | Счёт: 80-72 (трижды). |
| 8                                             | 7-0-1                                         | 5 октября 2019                                | Новак Радулович (9-4-1)                       | Ледовый Дворец «Терминал», Бровары, Украина   | KO 4 (8), 0:21                                | |
| 7                                             | 6-0-1                                         | 10 августа 2019                               | Рафал Яцкевич (50-24-2)                       | клуб Caribbean, Киев, Украина                 | RTD 4 (8), 3:00                               | |
| 6                                             | 5-0-1                                         | 20 апреля 2019                                | Хорхе Вальехо (7-5)                           | Дворец Спорта, Киев, Украина                  | KO 2 (8), 1:25                                | |
| 5                                             | 4-0-1                                         | 23 февраля 2019                               | Джеффри Росалес (9-9-2)                       | AKKO International, Киев, Украина             | UD (6)                                        | Счёт: 60-54, 59-55 (дважды).                                                                                                  |
| 4                                             | 3-0-1                                         | 22 декабря 2018                               | Бека Муржикнели (6-6)                         | Ледовый Дворец «Терминал», Бровары, Украина   | TKO 2 (6), 2:26                               | |
| 3                                             | 2-0-1                                         | 10 ноября 2018                                | Джино Кантерс (5-2)                           | Манчестер Арена, Манчестер, Великобритания    | PTS (4)                                       | Счёт: 38-38. Митрофанов в нокдауне в первом раунде.                                                                           |
| 2                                             | 2-0                                           | 13 января 2018                                | Маркус Уиллис (17-4-2)                        | Нортлейк, Иллинойс, США                       | UD (8)                                        | Счёт: 80-72 (трижды). |
| 1                                             | 1-0                                           | 27 октября 2017                               | Брэндон Мэддокс (7-0)                         | Элк Гроув Виллидж, Иллинойс, США              | TKO 4 (6), 1:50                               | Профессиональный дебют. |